# プランクトミケス門
プランクトミケス門 (Planctomycetota、プランクトマイセス門) は、グラム陰性細菌の門で、幾つかの水生従属栄養細菌を含む。系統的にはウェルコミクロビウムやクラミジアに近縁で、合わせてPVC群（またはプランクトバクテリア）に属する。
タイプ属のPlanctomycesは、ギリシャ語のπλαγκτός（プランクトス/漂う）+μύκες（ミュケス/菌）をラテン語化したもので、「（水中で）浮遊する菌」との意を持つ。 
原核生物の中では最も複雑な構造と生活環を持つグループの1つである。形状は大まかに卵形であるが、柄を持つなど変わったところがあり、出芽によって増殖する点でも特異である。細胞壁は通常の細菌と異なりペプチドグリカンを含まないと考えられてきたが、最近になってプランクトミケス門細菌の細胞壁にもペプチドグリカンが存在することが確認された。また、細胞内に核膜のような構造を形成することでも知られる。原核生物においてこの構造は、プランクトミケスを含むPVC系統と、古細菌であるIgnicoccusにしか発見されていない。Gemmata obscuriglobusなどでは特に顕著で、細胞壁<細胞膜<paryphoplasm<内細胞膜<リボプラズマ<核様態と高度に分画されている上、エンドサイトーシスに似たタンパク質の取り込み機構が報告されている。これらの観測から、真核生物の起源にプランクトミケス門の生物が関与していたとする仮説も存在する。
これまでに知られている種は殆どが好気性の従属栄養生物であるが、プランクトミケス門の中で最初期に分岐したグループ（Brocadiales）は嫌気性で、嫌気的アンモニア酸化（Anammox）を行うことが知られている。この細菌類は亜硝酸を電子受容体としてアンモニアを窒素に酸化する特異な代謝系を備えている。また、ラデランという特殊な環状化合物からなる脂質分子が細胞膜を構成している。暫定的な系統分類としてBrocadia, Kuenenia, Anammoxoglobus, Scalindua, Jetteniaの5属約20種が提案されている。Anammox細菌は出芽ではなく分裂により増殖する点、細胞質内にエネルギー代謝を行う細胞内小器官アナモキソソームを有する点でも他のプランクトミケス門細菌と異なっている。
近年では水系だけでなく、土壌などからもプランクトミケス門の16S rRNA配列が見つかっている。

## 分類
- ピキスパエラ綱 Phycisphaerae
  - ピキスパエラ目 Phycisphaerales 
    - ピキスパエラ科 Phycisphaeraceae 
      - Phycisphaera
- プランクトミケス綱 Planctomycetacia
  - プランクトミケス目 Planctomycetales
    - Gemmataceae - Fimbriiglobus - Gemmata- Telmatocola - Zavarzinella - Isosphaeraceae - Aquisphaera - Isosphaera - Paludisphaera - Singulisphaera - Tundrisphaera
    - プランクトミケス科 Planctomycetaceae 
      - Blastopirellula - Bythopirellula - Candidatus Anammoximicrobium - Fuerstia - Gimesia - Mariniblastus - Pirellula - Planctomycrobium - Planctomyces - Planctopirus - Rhodopirellula - Roseimaritina - Rubinisphaera - Rubripirellula - Schresneria - Thermogutta - Tuwongella

  - Candidatus Brocadiales
    - Candidatus Brocadiaceae
      - Candidatus Anammoxoglobus - Candidatus Brocadia - Candidatus Jettenia - Candidatus Kuenenia - Candidatus Scalindua